# Братська сільська рада (Красноперекопський район)
Бра́тська сільська́ ра́да — адміністративно-територіальна одиниця та орган місцевого самоврядування у Красноперекопському районі Автономної Республіки Крим. Адміністративний центр — село Братське.

## Загальні відомості
- Населення ради: 1 913 особи (станом на 2001 рік)

## Населені пункти
Сільській раді були підпорядковані населені пункти:
- с. Братське
- с. Полтавське
- с. Сватове

## Населення
Згідно з переписом УРСР 1989 року чисельність наявного населення сільської ради становила 1654 особи, з яких 777 чоловіків та 877 жінок.
За переписом населення України 2001 року в сільській раді мешкало 1916 осіб.

### Мова
Розподіл населення за рідною мовою за даними перепису 2001 року:
| Мова              | Відсоток |
| ----------------- | -------- |
| українська        | 41,98 %  |
| російська         | 38,89 %  |
| кримськотатарська | 17,83 %  |
| білоруська        | 0,47 %   |
| циганська         | 0,16 %   |
| вірменська        | 0,10 %   |
| молдовська        | 0,10 %   |
| болгарська        | 0,05 %   |
| польська          | 0,05 %   |
| інші              | 0,37 %   |

## Склад ради
Рада складалася з 16 депутатів та голови.
- Голова ради: Мельничук Ірина Максимівна
- Секретар ради: Бойко Людмила Василівна

### Керівний склад попередніх скликань
| Прізвище, ім'я, по батькові | Основні відомості                                                                     | Дата обрання | Дата звільнення |
| --------------------------- | ------------------------------------------------------------------------------------- | ------------ | --------------- |
| Григоренко Віктор Іванович  | Сільський голова, 1966 року народження, безпартійний                                  | 26.03.2006   | 31.10.2010      |
| Мельничук Ірина Максимівна  | Сільський голова, 1969 року народження, освіта незакінчена вища, член Партії регіонів | 31.10.2010   |                 |

Примітка: таблиця складена за даними сайту Верховної Ради України

### Депутати
За результатами місцевих виборів 2010 року депутатами ради стали:

#### За суб'єктами висування
| Суб'єкт висування | Кількість обраних депутатів | %  |
| ----------------- | --------------------------- | -- |
| Партія регіонів   | 12                          | 75 |
| Самовисування     | 4                           | 25 |

#### За округами
| № округу        | Прізвище, ім'я, по батькові        | Дата визнання обраним | Освіта             | Партійна приналежність | Відомості про обраного депутата                      |
| --------------- | ---------------------------------- | --------------------- | ------------------ | ---------------------- | ---------------------------------------------------- |
| Партія регіонів |                                    |                       |                    |                        |                                                      |
| 1               | Бойко Людмила Василівна            | 03.11.2010            | вища               | член Партії регіонів   | Братська сільська рада, секретар                     |
| 2               | Бавбеков Заір Рустемович           | 03.11.2010            | вища               | член Партії регіонів   | Красноперекопський пенсійний фонд, завідувач відділу |
| 3               | Гусарєва Людмила Олександрівна     | 03.11.2010            | вища               | член Партії регіонів   | ТОВ «Осавіахім», заступник головного бухгалтера      |
| 4               | Тягун Леонід Дмитрович             | 03.11.2010            | вища               | позапартійний          | ТОВ «Осавіахім», охоронець                           |
| 6               | Олійник Микола Іванович            | 03.11.2010            | середня            | позапартійний          | ТОВ «Осавіахім», слюсар                              |
| 7               | Таран Анатолій Миколайович         | 03.11.2010            | середня            | член Партії регіонів   | ТОВ «Осавіахім», водій                               |
| 9               | Артьомов Вадим Анатолйович         | 03.11.2010            | вища               | член Партії регіонів   | Красноперекопське УВГ, оператор                      |
| 11              | Мерида Світлана Петрівна           | 03.11.2010            | середня            | позапартійна           | ТОВ «Осавіахім», помічник бригадира                  |
| 12              | Соколовський Олексій Олександрович | 03.11.2010            | середня            | член Партії регіонів   | тимчасово не працює                                  |
| 13              | Бундюк Галина Володимирівна        | 03.11.2010            | середня            | член Партії регіонів   | тимчасово не працює                                  |
| 14              | Чумаченко Ігор Вікторович          | 03.11.2010            | середня            | позапартійний          | ТОВ «Осавіахім», механізатор                         |
| 16              | Никитіна Людмила Дмитрівна         | 03.11.2010            | вища               | позапартійна           | Сватовский фельдшерсько-акушерський пункт, фельдшер  |
| Самовисування   |                                    |                       |                    |                        |                                                      |
| 5               | Козак Олег Миколайович             | 03.11.2010            | середня            | позапартійний          | ТОВ «Осавіахім», оператор ДМ «Кубань»                |
| 8               | Кужильна Валентина Олександрівна   | 03.11.2010            | вища               | позапартійна           | тимчасово не працює                                  |
| 10              | Заводницький Сергій Вікторович     | 03.11.2010            | середня спеціальна | позапартійний          | ТОВ «Осавіахім», електрогазосварщик                  |
| 15              | Ізмаїлова Олена Володимирівна      | 28.11.2011            | вища               | член Партії регіонів   | ТОВ «Осавіахім», бухгалтер                           |